# Яцковичи (Брянская область)
Яцковичи — село в Стародубском муниципальном округе Брянской области.

## География
Находится в южной части Брянской области на расстоянии приблизительно 11 км на север-северо-восток от районного центра города Стародуб, на левом берегу р. Вабли, у устья ручья Репчинки.

## История
Название села образовано от имени личного Яцко — простонародной формы канонического имени Яков с помощью патронимического суффикса «-ичи». Территория села осваивалась еще в древнерусское время, о чем свидетельствует селище 11-13 веков, расположенное в центре Яцкович.
Cовременнное село известно с 1619 года. После Деулинского перемирия Яцковичи были отданы во владение виленскому шляхтичу Волку. В 1648 году при приближении казацких отрядов Хмельницкого, владелец бежал. Село же было пожаловано стародубскому мещанину Павлу Малявке, открывшему казакам ворота стародубской крепости, занятой польским гарнизоном. В 1665 году новым владельцем села стал Александр Острянин, занимавший пост стародубского полковника с 1665 по 1666 годы. Но уже в 1670-х годах новый гетман И.Самойлович пожаловал село стародубскому полковому судье Якову Петровичу Улезко. С 1680-х годов село было переведено на обслуживание уряда полковых писарей. В 1811 году в селе уже существовала деревянная Никольская церковь. В 1859 году здесь (село Стародубского уезда Черниговской губернии) было учтено 80 дворов, в 1892—96.
С 1916 года Яцковичи приписаны к Яцковской волости, Стародубского уезда Черниговской губернии. В 1919 году Стародубский уезд передан в Гомельскую губернию. С 1929 по 1937 г. г. село входит в состав Стародубского района, Клинцовского округа, Западной области. С 1937 по 1944 г. г. село относилось к Орловской области, после чего, сразу после образования Брянской области (5 июля 1944 года) по настоящее время, село административно закреплено в составе Брянской области РСФСР/РФ.
В 1931 году был открыт остановочный пункт Яцковичи одноколейной железной дороги участка Унеча - Селецкая. В настоящее время линия не обслуживается, строение и платформа заброшены и частично разрушены.
Известно, что перед Великой Отечественной войной (в 1940-41 г. г.) , в селе работала призывная медицинская комиссия для военнобязанных Стародубского райвоенкомата.  В августе 1941 года села Стародубского района были оккупированы немецко-фашистскими войсками, освобождены в сентябре 1943 года.
В советское время на территории села функционировал совхоз "Яцковичи", специализировавшийся на выращивании зерновых, кукурузы, производстве силоса. Многолетним управляющим совхоза была Маслова Т. А., уроженка соседней деревни Горислово.
До 2020 года село входило в состав Меленского сельского поселения Стародубского района до их упразднения.

## Население
| 2010 | 2013 |
| ---- | ---- |
| 46   | ↘42  |

Численность населения: 810 человек (1859 год), 757 (1892), 79 человек в 2002 году (русские 96 %), 46 в 2010.

## Достопримечательности
Основной достопримечательностью села Яцковичи, является  Храм святителя Николая. Церковь в селе Яцковичи упоминалась еще в 1674 году: " Акт на землю. «Року 1667 июня 3 д. – пред урядом его царского в-ва меским стардубовским, пред мною Яковом Марковичем войтом, Иваном Михайловичем, Борисом Карповичем бурмистрами, райцами, лавниками, ставше очевисте Сидор Яковович с села Газук козак полку  стародубовскаго, признал в тые словы, иж наалем на церковь рождества пресв. Богородицы в село Яцковичи дом и з грунтом и з сеножатью; а тот дом и грунт и сеножать в селе Гориславли. ... В Храме св. Николая евангелие льв. п. 1644 г. с надписью: «року 1674 сию книгу отменилы ктиторы до села Яцковичь до церкве сятителя Николая у отца Романовскаго в дому отца Самуила Хоменского, сященника никольского стародубовского за осемь коп братских грошей свечных. – Дмитрий Иоанович Никольский яцковский рукою".
Дата постройки современного здания неизвестна, но оно существовало уже в 1811 году, после подвергалось ремонтам. В советское время церковь являлась действующей. Стены рублены из бревен и обшиты горизонтально тесом, на кирпичном фундаменте. Южный и северный рукава креста завершаются фронтонами, алтарь пятигранный. Основной объем перекрыт куполом без барабана, с главкой. Трапезная выше основного объема. Над ней возвышается двухъярусная колокольня: глухой четверик звона с поставленным на него узким восьмериком (диагональные грани узкие) увенчанным шатром с изогнутыми по граням щипцами и шпилем. С момента своего возникновения, Николаевская церковь стала своеобразным духовным и культурным центром для всей округи, а после отмены крепостного права - окружным центром образования. Более двух столетий яцковичские священники крестили, венчали и отпевали местных жителей. В то же время прихожане, как могли, поддерживали свой храм. Так, в 1861 году казак Поликарп Тарасов пожертвовал разные вещи, относящиеся к церковной утвари, ценой в 150 руб. серебром. В конце 19 — начале 20 века священниками здесь служили Иосиф Щемелинов и Пётр Цыганков.
В 2022 году Арбитражный суд Брянской области рассмотрел иск прихожан храма во имя Святителя Николая, расположенного в селе Яцковичи Стародубского округа, к администрации муниципалитета о признании за ними права собственности. Суд выявил, что здание храма не вносилось в Единый госреестр объектов культурного наследия. Хотя само здание деревянной Николаевской церкви было построено в 1811 году. Сама же община Русской Православной Церкви при храме была зарегистрирована в 1948 году. В итоге суд признал право собственности прихода на храм во имя Святителя Николая.
Настоятелем храма в настоящее время является иерей Сергий.